# Маймон, Моисей Львович
Моисе́й Льво́вич Ма́ймон (при рождении Мойше Лейбович Майман; 1860, Волковышки, Сувалкская губерния — 24 апреля 1924, Ленинград) — русский живописец-жанрист еврейского происхождения, академик Императорской Академии художеств.

## Биография

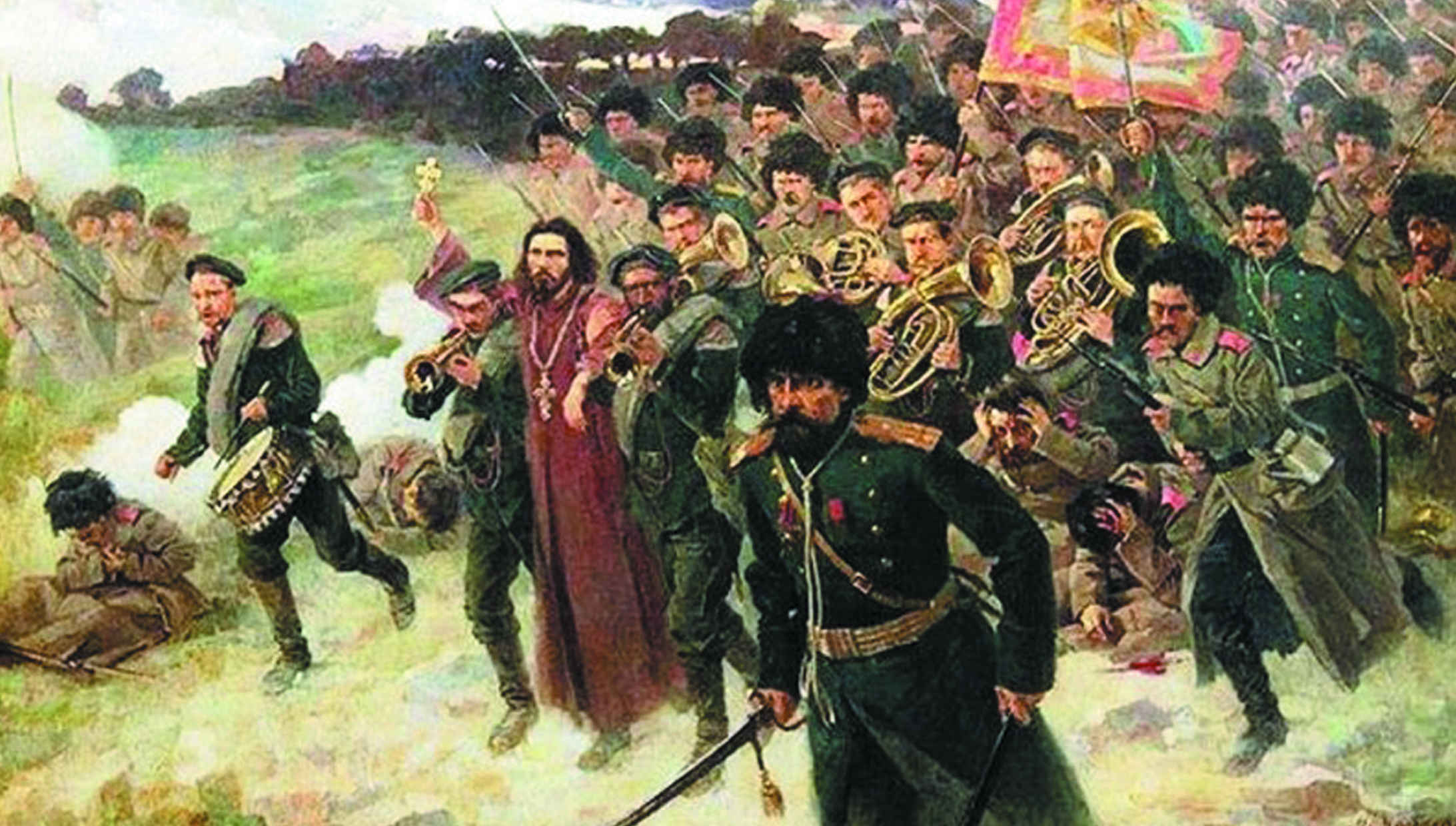
Эпизод Русско-японской войны. Полковой священник Стефан Щербаковский в бою под Тюрен-ченом

Моисей Маймон (Майман) родился в 1860 году в Волковышках (ныне Вишкавилкис), в бедной еврейской семье, внук Зискинда Моисеевича Маймана, еврейского литератора, автора комментариев к Мишне, публиковавшегося под именем Александр Маймон. Отец, Лейб Зискиндович Майман (1835—?) — был уличным торговцем, мать — Тойба Зуселевна Майман (в девичестве Бидерман, 1836—?) — домохозяйкой; мать происходила из Вилковишек, отец — из Сереи, где родители сочетались браком в 1854 году.
До 13 лет обучался в хедере. В ранней юности учился на часовщика, затем учился живописи в Вильне и Варшаве.
Обучался в Императорской Академии художеств (1880—1887). Награждался медалями Академии: малой поощрительной медалью (1881), малой и большой серебряными медалями (1884), малой и большой серебряной (1885), малой золотой (1886) за программу «Святая Ирина исцеляет Святого Себастьяна». Получил звание классного художника 1-й степени за программу «Митрополит посвящает Иоанна Грозного в схиму». Получил звание академика (1893).
Был членом Еврейского общества поощрения художеств, основанного в Санкт-Петербурге в 1916 году. Многие картины художника посвящены сюжетам из еврейской истории и персонажам библейских легенд.
Последние годы жизни тяжело болел. Скончался 24 апреля 1924 года в Ленинграде; похоронен на Еврейском кладбище.

## Работы

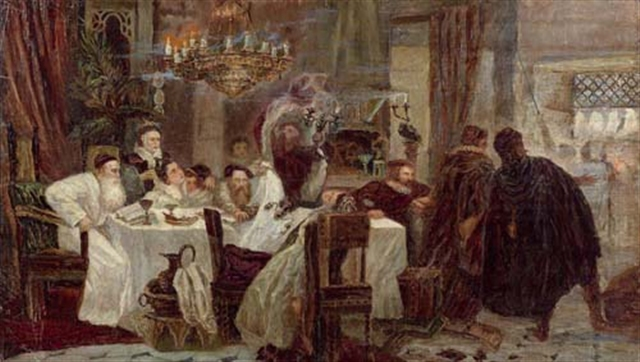
Моисей Маймон «Марраны» («Тайный седер в Испании во времена инквизиции»), 1893

- 1887 — «Святая Ирина исцеляет раны святого Севастьяна»
- 1888 — «Митрополит совершает посвящение в схиму Ивана Грозного перед смертью»
- 1893 — «Марраны» («Тайный седер в Испании во времена инквизиции)»
- 1903 — «Пётр I редактирует „Ведомости“»
- 1904 — «Александр I у Серафима Саровского»
- 1905 — «18 апреля в горах Тюренчена» — изображает бой на реке Ялу во время русско-японской войны, когда раненый священник Стефан Щербаковский повёл войска в атаку; одна из самых популярных картин о войне
- 1906 — «Вечный странник»
- 1906 — «Опять на родине» («Наконец-то дома») — снята цензурой с выставки, местонахождение неизвестно
- 1911 — «Иван Грозный»

Девять работ Маймона показывались на Всемирной выставке 1904 года. Часть его работ показывали на выставке Еврейского общества поощрения художеств в 1916—1917 гг. Мемуары Маймона были напечатаны в «Еврейских хрониках».